# Neon Lights Tour
Il Neon Lights Tour è il terzo tour della cantante statunitense Demi Lovato, a supporto del suo quarto album in studio Demi (2013).

## Produzione
Il 27 settembre 2013, un video viene pubblicato sulla pagina ufficiale Facebook di Demi Lovato con le parole "Neon Lights" formate da luci al neon.
La domenica seguente, vengono annunciate le date nordamericane del tour in collaborazione con Live Nation. Cher Lloyd, Little Mix e le Fifth Harmony apriranno i concerti del tour. I biglietti sono stati messi in vendita il 5 ottobre.
Demi Lovato ha rilasciato varie interviste nel mese di gennaio, affermando che il tour sarebbe stato molto teatrale e diverso da ogni suo tour fatto in precedenza.
Il 26 gennaio 2014 iniziano le riprese dei video di scena per il tour. La Lovato dichiara che verrà girato un video che accompagnerà la sua esibizione per ogni canzone eseguita sul palco.
Il 5 febbraio 2014 vengono estratti cinque fan che potranno partecipare alle prove generali del tour, in un luogo mantenuto segreto. I fan, a cui è stato chiesto di non registrare video o fare foto, affermano che Demi avrà tre abiti di scena per ogni show, e che le vecchie canzoni provenienti dai tre precedenti album della Lovato sono state tutte ri-arrangiate, dandogli così ritmi totalmente nuovi.

## Artisti d'apertura
- Fifth Harmony
- Little Mix
- Cher Lloyd

 Non ci sono stati artisti di apertura in tutte le date. A Londra infatti non vi erano.

## Scaletta
Questa è la scaletta del concerto tenuto a Londra l'1 di giugno al KOKO. Non è la consueta setlist di tutti gli show. 
1. "Heart Attack"
2. "Remember December"
3. "Fire Starter"
4. "The Middle"
5. "Really Don't Care"
6. "Catch Me"
7. "Here We Go Again"
8. "Made in the USA"
9. "Nightingale"
10. "Two Pieces"
11. "Warrior"
12. "Let It Go"
13. "Don't Forget"
14. "Got Dynamite"
15. "Unbroken"
16. "Neon Lights"

Encore
1. "Skyscraper"
2. "Give Your Heart a Break

### Soundcheck
Demi Lovato nel suo Neon Lights Tour ha inserito un'idea molto originale: la possibilità ai fan di assistere al soundcheck, in cui Demi ha cantato diverse canzoni, sia facenti parti della setlist che canzoni aggiuntive. Le canzoni cambiavano da spettacolo a spettacolo. Tre canzoni fisse che Demi ha cantato nella maggior parte delle date (anche nell'ultima a Londra) sono state il mendley "Catch Me/Don't Forget" e "Believe In Me". L'ultima volta che Demi cantò "Believe In Me" fu nel 2008, ed i fan si sono fatti sentire per avere la possibilità di ascoltare questa canzone dal vivo. Demi, infatti, lo annuncia in un video poche settimane prima dell'inizio del tour ed i fan vanno in delirio.
In alcune date nordamericane Demi varia la setlist del soundcheck, sostituendo ed aggiungendo altre canzoni quali "My Love Is Like A Star" e delle cover, come "Stay" di Rihanna.

## Date
| Data                 | Città                | Paese                | Luogo                             |
| Nord America - Leg 1 | Nord America - Leg 1 | Nord America - Leg 1 | Nord America - Leg 1              |
| -------------------- | -------------------- | -------------------- | --------------------------------- |
| 9 febbraio 2014      | Vancouver            | Canada               | Rogers Arena                      |
| 11 febbraio 2014     | San Jose             | Stati Uniti          | SAP Center at San Jose            |
| 13 febbraio 2014     | Anaheim              | Stati Uniti          | Honda Center                      |
| 15 febbraio 2014     | Glendale             | Stati Uniti          | Jobing.com Arena                  |
| 17 febbraio 2014     | Grand Prairie        | Stati Uniti          | Verizon Theatre at Grand Prairie  |
| 19 febbraio 2014     | Houston              | Stati Uniti          | Toyota Center                     |
| 21 febbraio 2014     | Atlanta              | Stati Uniti          | Philips Arena                     |
| 23 febbraio 2014     | Charlotte            | Stati Uniti          | Time Warner Cable Arena           |
| 25 febbraio 2014     | Sunrise              | Stati Uniti          | BB&T Center                       |
| 26 febbraio 2014     | Tampa                | Stati Uniti          | Tampa Bay Times Forum             |
| 1º marzo 2014        | Camden               | Stati Uniti          | Susquehanna Bank Center           |
| 2 marzo 2014         | Fairfax              | Stati Uniti          | Patriot Center                    |
| 5 marzo 2014         | Worcester            | Stati Uniti          | DCU Center                        |
| 7 marzo 2014         | East Rutherford      | Stati Uniti          | Izod Center                       |
| 8 marzo 2014         | Wallingford          | Stati Uniti          | Oakdale Theater                   |
| 9 marzo 2014         | Wallingford          | Stati Uniti          | Oakdale Theater                   |
| 11 marzo 2014        | Uniondale            | Stati Uniti          | Nassau Veterans Memorial Coliseum |
| 13 marzo 2014        | Auburn Hills         | Stati Uniti          | The Palace of Auburn Hills        |
| 14 marzo 2014        | Rosemont             | Stati Uniti          | Allstate Arena                    |
| 16 marzo 2014        | Omaha                | Stati Uniti          | CenturyLink Center                |
| 18 marzo 2014        | Saint Paul           | Stati Uniti          | Xcel Energy Center                |
| 19 marzo 2014        | Kansas City          | Stati Uniti          | Sprint Center                     |
| 20 marzo 2014        | St. Louis            | Stati Uniti          | Chaifetz Arena                    |
| 22 marzo 2014        | Columbus             | Stati Uniti          | Nationwide Arena                  |
| 23 marzo 2014        | Grand Rapids         | Stati Uniti          | Van Andel Arena                   |
| 26 marzo 2014        | Toronto              | Canada               | Air Canada Centre                 |
| 27 marzo 2014        | Cleveland            | Stati Uniti          | Quicken Loans Arena               |
| Sud America - Leg 2  |                      |                      |                                   |
| 22 aprile 2014       | San Paolo            | Brasile              | Citibank Hall                     |
| 24 aprile 2014       | San Paolo            | Brasile              | Citibank Hall                     |
| 25 aprile 2014       | San Paolo            | Brasile              | Citibank Hall                     |
| 27 aprile 2014       | Rio de Janeiro       | Brasile              | Citibank Hall                     |
| 28 aprile 2014       | Rio de Janeiro       | Brasile              | Citibank Hall                     |
| 30 aprile 2014       | Brasilia             | Brasile              | NET Live Brasilia                 |
| 1º maggio 2014       | Belo Horizonte       | Brasile              | Chevrolet Hall                    |
| 3 maggio 2014        | Porto Alegre         | Brasile              | Pepsi On Stage                    |
| 6 maggio 2014        | Buenos Aires         | Argentina            | Luna Park                         |
| 8 maggio 2014        | Santiago             | Cile                 | Movistar Arena                    |
| 10 maggio 2014       | Guayaquil            | Ecuador              | Plaza Lagos                       |
| Nord America         |                      |                      |                                   |
| 16 maggio 2014       | Città del Messico    | Messico              | Arena Ciudad de México            |
| 17 maggio 2014       | Monterrey            | Messico              | Arena Monterrey                   |
| Europa               |                      |                      |                                   |
| 1º giugno 2014       | Londra               | Regno Unito          | KOKO                              |

## Box Office
| Luogo di Esibizione        | Città          | Biglietti Venduti/ Disponibili | Incassi    |
| -------------------------- | -------------- | ------------------------------ | ---------- |
| Philips Arena              | Atlanta        | 8.813/ 8.813 (100%)            | $400.275   |
| Patriot Center             | Fairfax        | 7.123/ 8.525 (84%)             | $357.973   |
| DCU Center                 | Worcester      | 9.037/ 10.676 (85%)            | $421.463   |
| Nassau Veterans Memorial   | Uniondale      | 11.272/ 11.272 (100%)          | $537.637   |
| The Palace of Auburn Hills | Auburn Hills   | 8.189/ 13.193 (62%)            | $326.596   |
| Van Andel Arena            | Gran Rapids    | 5.072/ 5.342 (95%)             | $264.360   |
| Bridgeston Arena           | Nashville      | 7.256/ 7.256 (100%)            | $352.432   |
| Citibank Hall              | Sao Paolo      | 20.125/ 20.125 (100%)          | $1.472.530 |
| Citibank Hall              | Rio de Janero  | 15.911/ 16.382 (97%)           | $1.104.220 |
| NET Live Brasilia          | Brasilia       | 5.733/ 5.733 (100%)            | $456.132   |
| Chevrolet Hall             | Belo Horizonte | 4.693/ 4.905 (96%)             | $348.350   |
| Pepsi on Stage             | Porto Alegre   | 5.231/ 5.231 (100%)            | $401.067   |
| Luna Park                  | Buenos Aires   | 6.758/ 6.758 (100%)            | $536.690   |
| TOTALE                     | TOTALE         | 115.213/ 123.541 (93%)         | $6.979.725 |